# ينس إدفارد كرافت
ينس إدفارد كرافت هو مؤرخ وعالم إحصاء وسياسي نرويجي، ولد في 22 ديسمبر 1784، وتوفي في 21 يوليو 1853.